# ピエール・デュモン
ピエール・デュモン（Pierre Jean Baptiste Louis Dumont、1884年3月29日 - 1936年4月8日）はフランスの画家である。

## 略歴

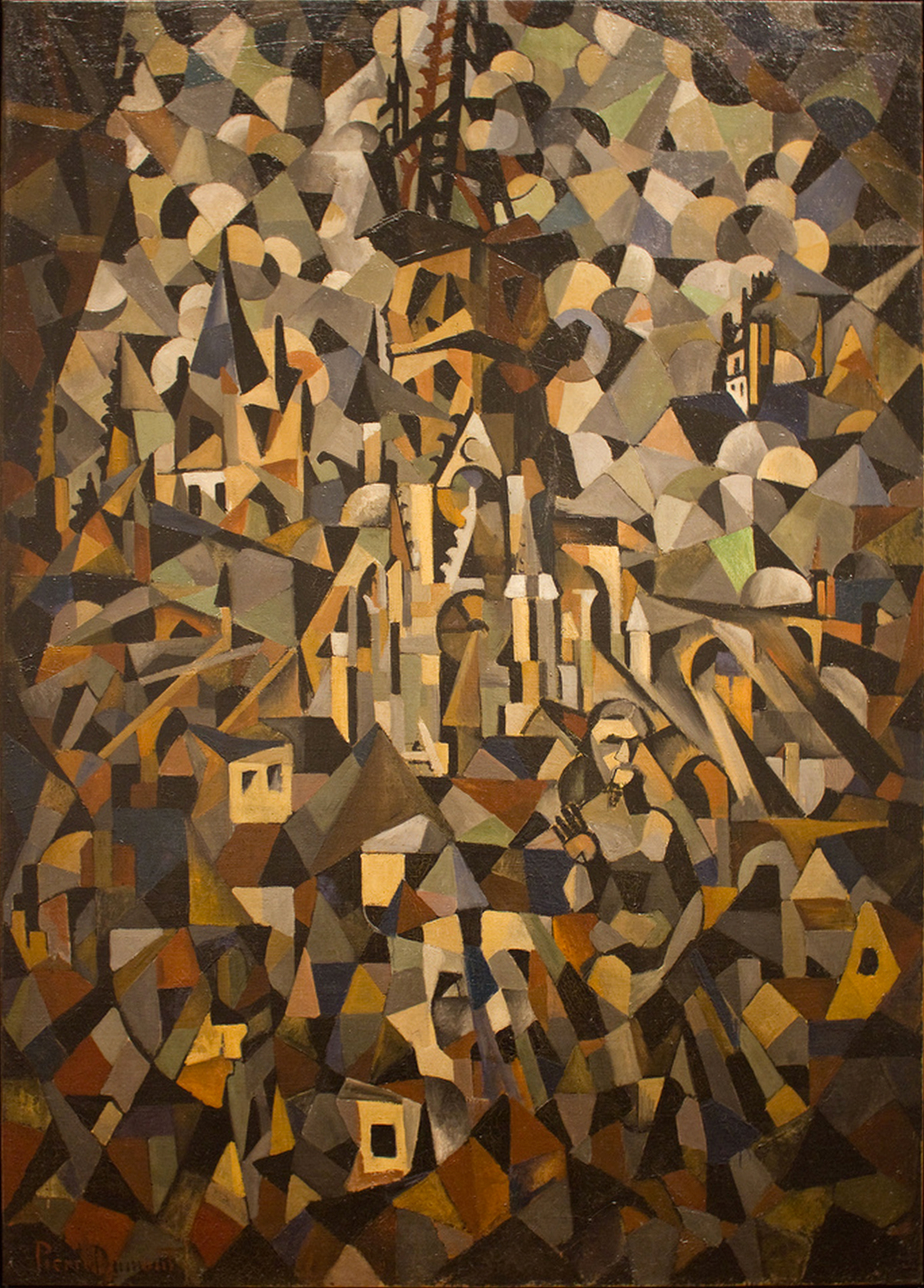
1912年のセクション・ドール展の出展作「ルーアンの聖堂」

パリ5区で生まれた。父親は自然科学の教師で、1887年にフランス北部のルーアンの高校に赴任し、デュモンは少年期、青年期をルーアンで過ごした。ルーアンの高校に進み、この高校では、画家になるマルセル・デュシャンとロベール・アントワーヌ・パンションとクラスメートになった。印象派の画家、ジョゼフ・ドゥラトル(Joseph Delattre)が1895年にルーアンに開いた自由学校(Académie libre)にパンションらと参加し、1907年にパンションらと美術家グループ「30人会」(Groupe des Trente)を設立し、1907年にルーアンでグループ展を開いた。1909年にはノルマンディ現代美術協会(Société Normande de Peinture Moderne)を設立し1910年からグループ展を開き、1911年にはパリでも展覧会を開いた。デュモンを含む、このグループのメンバーから多くがキュビスムとの関連で重要な1912年の展覧会「セクション・ドール展(Salon de la Section d'Or)」に出展した。
デュモンの初期の作品はフィンセント・ファン・ゴッホやポール・セザンヌに影響を受けたスタイルであったが、セクション・ドール展に出展した頃からジャック・ヴィヨンの影響を受けて、キュビスムの作品を描いた。1912年10月に「ピュトー・グループ」が出版した美術雑誌、「セクション・ドール」に記事を寄稿した。
当時の前衛的な芸術家、マックス・ジャコブ、アンドレ・ロート、フアン・グリス、フランシス・ピカビアらと親しくなり、1910年代後半にはパリに移り、1925年からはパリ、モンマルトルの有名な集合アトリエ、「洗濯船」で活動した。
1927年頃、病気の発作で右手の機能に障害が残り、精神的にも不安定な症状に悩まされることになった。1936年にパリの病院で死去した。

## 作品

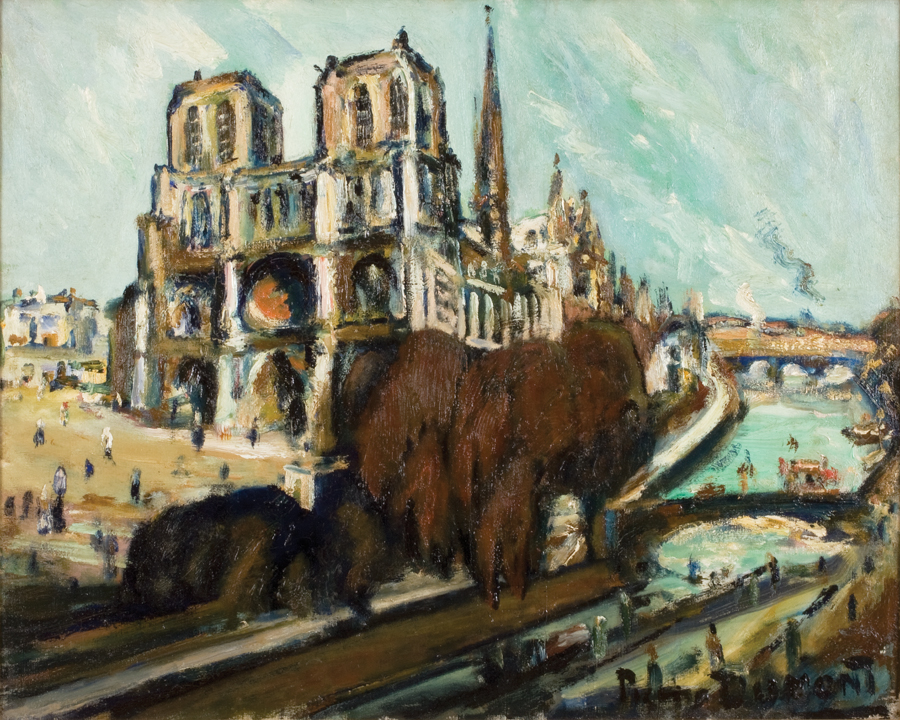
パリ、ノートルダム寺院 (1912)
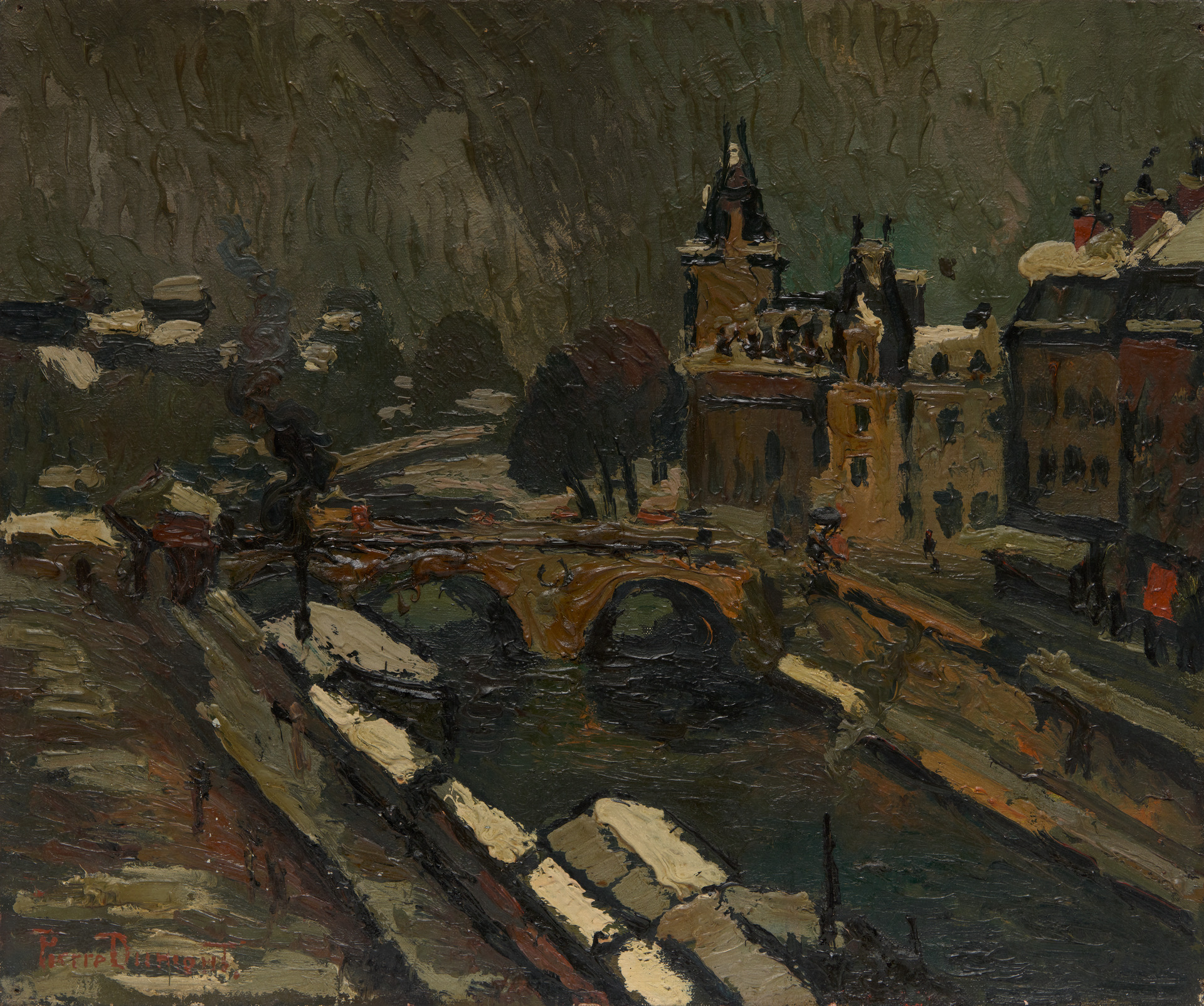
冬のパリ(1912)